# Famille de Bernard de Marigny
Pour les articles homonymes, voir Famille Bernard.
La famille de Bernard de Marigny est une famille française subsistante, originaire de Normandie.
Elle subsiste par sa branche cadette de Bernard d'Hauterive, devenue Dauterive, dont les membres sont établis en Louisiane.

## Histoire
Gustave Chaix d'Est-Ange écrit qu'au XVe siècle vivaient Olivier et Robert Bernard, deux frères que la plupart des généalogistes disent fils d'un Jean Bernard qui avait épousé Louise Souvray et vivait avec elle en 1450. Il ajoute que d'après d'autres auteurs ils auraient été fils d'un Robin Bernard, sieur de Bougy dans l'élection de Caen, époux de Jeanne du Fresne, et qui selon Pol Potier de Courcy aurait été anobli aux francs-fiefs en 1470.
La famille de Bernard de Marigny a formé deux tiges, l'aînée demeurée en Normandie, et la cadette établie en Bretagne dès 1569, au ressort de Fougères, où elle a été maintenue noble en 1671,. La tige aînée a été maintenue noble en 1667 dans la généralité d'Alençon. Celle-ci forma trois branches, dont les deux premières se sont éteintes au XIXe siècle, et dont la troisième a fait souche au XVIIIe siècle dans le Dauphiné, formant elle-même un rameau établi à la fin du XVIIIe siècle en Louisiane.

## Personnalités
- Charles Louis de Bernard de Marigny (en) (vers 1730-1782), capitaine de vaisseau, tué à la bataille des Saintes (1782) ;
- Charles de Bernard de Marigny (1740-1816), vice-amiral ;
- Gaspard de Bernard de Marigny (1754-1794), général vendéen ;
- Joseph Bernard Marigny (1768-1806), colonel des armées de la Révolution et de l'Empire, tué à la bataille d'Iéna (1806).

## Armes
- D'azur à trois fasces ondées d'or.[1],[2], alias Fascé ondé d'or et d'azur de six pièces.[3]